# 印度國際影展
印度國際影展（英語：International Film Festival of India，英文縮寫為）始於1952年，是亞洲主要的影展之一，由於舉行地點在印度西岸的果阿邦，因此又稱為「果阿影展」。影展的宗旨是為全世界的優秀電影提供展演平臺，期能透過影展讓觀眾欣賞不同的文化背景與理解全球現況，並促進世界各國的友誼與合作。
影展由印度資訊與廣電部（Ministry of Information & Broadcasting）與果阿邦政府聯合籌辦。第42屆印度國際影展在果阿的馬爾加奧登場，由素有「寶萊塢之王」稱號的沙·魯克·罕揭幕。第43屆影展移師帕納吉舉行，由阿克夏·庫馬宣布影展起跑。2021年第51屆印度國際影展於1月16日至24日舉行。

## 願景
Ayam nijam paroveti gananā laghuchetasām, Udāracharitānām tu vasudhaiva kutumbakam.
此段摘錄自印度哲學典籍《奧義書》的詩文大意為「人我關係、界線分明，乃心胸偏狹之思。如是心寬自在且高尚者，寰宇皆為一家。」可以體現在印度崇尚和平與反對暴力的思想。「天下一家」觀念也深植於影展當中。

## 歷史
第1屆印度國際影展於1952年1月24日至2月1日在孟買舉行，此次影展由印度政府電影處主辦，之後由馬德拉斯（今清奈）、德里、加爾各答與特里凡得琅等城市陸續接辦，每年約有40部長片及100部短片參與。
影展自1952年創立以來一直是印度同類型活動中最盛大的一項。1965年第3屆起成為競賽式影展，並從原先的新德里轉移到特里凡得琅舉行。1975年宣布開辦非競賽式的「Filmotsav」影展，以兩年一次的方式在各個電影產製城市間輪流舉辦，直到Filmotsav與印度國際影展合併為止。2004年起，影展舉辦地點正式從特里凡得琅轉移至果阿。

## 軼聞
- 1952年舉行第1屆影展，三度榮獲奧斯卡金像獎的導演法蘭克·卡普拉是當年美國代表團的成員之一。[6]
- 2006年影展舉行前夕，記者與作家Mario Cabral e Sa的作品《取景果阿》（Location Goa）一書出版，書中提到果阿對於印地語電影的特殊貢獻。

## 外部連結
- 印度國際影展官方網站（页面存档备份，存于）